# Richard Schallert
Richard Schallert (Brand, 21 de abril de 1964) es un deportista austríaco que compitió en salto en esquí. Ganó una medalla de bronce en el Campeonato Mundial de Esquí Nórdico de 1987, en la prueba de trampolín grande por equipo.

## Palmarés internacional
| Campeonato Mundial | Campeonato Mundial | Campeonato Mundial | Campeonato Mundial |
| Año                | Lugar              | Medalla            | Prueba             |
| ------------------ | ------------------ | ------------------ | ------------------ |
| 1987               | Oberstdorf (RFA)   | Medalla de bronce  | TG por equipo      |